# Индийска ягода
Индийска ягода (Potentilla indica), известна и като фалшива ягода, е цъфтящо растение от семейство Розови (Rosaceae). То има зеленина и плод, подобни на тези на истинска ягода. Има жълти цветове, за разлика от белите или леко розовите на истинските ягоди. По произход е от източна и южна Азия, но е въведено в много други области като лечебно и декоративно растение, впоследствие натурализирано в много региони по света.
Много източници считат това растение за част от рода Potentilla поради доказателства от данни за генетична последователност на хлоропласта, че родът Duchesnea е включен в род очиболец (Potentilla), въпреки че някои все още го изброяват като Duchesnea indica.

## Приложения
Според FDA „индийските ягоди, макар и вероятно по-малко вкусни от горските ягоди, не предизвикват токсичност при поглъщане“.

## Галерия
- Цвят
- Общ вид
- Имитиращи ягода плодове
- Зрели плодове
- Илюстрация